# 61. bataljon iz Winnipega
61. bataljon iz Winnipega ali Winnipeg 61st Battalion je bil kanadski vojaški hokejski klub. Osvojil je pokal Pattison Trophy za prvaka Manitobe, potem ko je premagal branilce naslova Winnipeg Monarchs in si s tem pridobil pravico obrambe Pokala Allan. 
Postava: Lt. J.D. Moulden, Lt. J.A. Clark-Mgr., Pte. »Spunk« Sparrow, major N.B. MacLean, Capt. W.A. Simpson (Sec'Treas.), Pte. Bobby Morrison (Goal), Pte. Johnny Mitchell, Cpl. Joe Simpson, Pte. Alf Morrison, Lt.-Col. F.J. Murray, Pte. John »Crutchy« Morrison, Pte. Roddy Smith, Sgt. Jocko Anderson in Pte. Alex Romeril.
Moštvo 61st Battalion iz leta 1916 je bilo sprejeto v Hokejski hram slavnih Manitobe pod kategorijo moštev. 

## NHL igralci
- John »Crutchy« Morrison
- Joe Simpson
- Emory Sparrow
- Hal Winkler